# Lindenallee (Wernigerode)
Die Lindenallee ist eine der wichtigsten innerstädtischen Verkehrsstraßen in der Stadt Wernigerode im Landkreis Harz in Sachsen-Anhalt. Sie verläuft südöstlich um das Stadtzentrum herum und entlastet dadurch den Verkehr in der Innenstadt.

## Geschichte
Der Name Lindenallee ist bereits für das 18. Jahrhundert belegt, obwohl die offizielle Verleihung dieses Straßennamens erst Ende des 19. Jahrhunderts erfolgte. Damals wurde jedoch nur der unmittelbar unterhalb vom Schloss Wernigerode verlaufende Straßenabschnitt am Küchengarten als Lindenallee bezeichnet. Der Name wurde aufgrund der an Nord- und Südseite der Straße in Alleeform stehenden Linden gewählt. Der Zubringer von Nöschenrode zur Lindenallee wurde ursprünglich als Nöschenröder Burgberg und das Teilstück am Lustgarten, Palmenhaus und Orangerie vorbei, hinunter in Richtung Anger wurde hingegen als Neustädter Burgberg bezeichnet. Letzteres Teilstück trägt seit dem Beginn des 20. Jahrhunderts ebenfalls die Bezeichnung Lindenallee. In dieser Zeit fand dort auch die Bebauung in Richtung der heutigen Burgbreite statt.
Den Alleecharakter hat die Straße heute weitgehend verloren. Nur an der nördlichen Straßenseite am Küchengarten stehen heute noch Lindenbäume sowie im unteren Bereich in Richtung Stadtecke.
An der Süd-, West- und Ostseite der Lindenallee haben sich bis heute einige denkmalgeschützte Gebäude erhalten, von denen die meisten im Auftrag und auf Kosten der Familie Fürst zu Stolberg-Wernigerode errichtet worden sind. Dazu zählen laut Liste der Kulturdenkmale in Wernigerode:
| Lage                                         | Bezeichnung        | Beschreibung                             | Erfassungs- nummer | Ausweisungsart | Bild               |
| -------------------------------------------- | ------------------ | ---------------------------------------- | ------------------ | -------------- | ------------------ |
| Lindenallee (Karte)                          | Garten             | Lustgarten des Schlosses Wernigerode     | 094 00068          | Baudenkmal     | Weitere Bilder     |
| Lindenallee, unterhalb des Schlosses (Karte) | Kriegerdenkmal     | Kriegerdenkmal mit Adler-Statue von 1868 | 094 00394          | Baudenkmal     | Weitere Bilder     |
| Lindenallee 4 (Karte)                        | Villa              |                                          | 094 02518          | Baudenkmal     | Villa              |
| Lindenallee 21 (Karte)                       | Orangerie          | Landesarchiv Sachsen-Anhalt              | 094 03356          | Baudenkmal     | Weitere Bilder     |
| Lindenallee 23 (Karte)                       | Gewächshaus        | ehemaliges Palmenhaus                    | 094 00292          | Baudenkmal     | Weitere Bilder     |
| Lindenallee 24 (Karte)                       | Wohnhaus           | ehem. Hofgärtnerei                       | 094 25145          | Baudenkmal     | Wohnhaus           |
| Lindenallee 25 (Karte)                       | Verwaltungsgebäude | Oberförsterwohnung                       | 094 25046          | Baudenkmal     | Verwaltungsgebäude |
| Lindenallee 27 (Karte)                       | Villa              | Hotel Erbprinzenpalais                   | 094 25047          | Baudenkmal     | Villa              |
| Lindenallee 35 (Karte)                       | Waisenhaus         | Waisenhaus, dann Kammergebäude           | 094 03291          | Baudenkmal     | Waisenhaus         |